# Arquebisbat de Lima

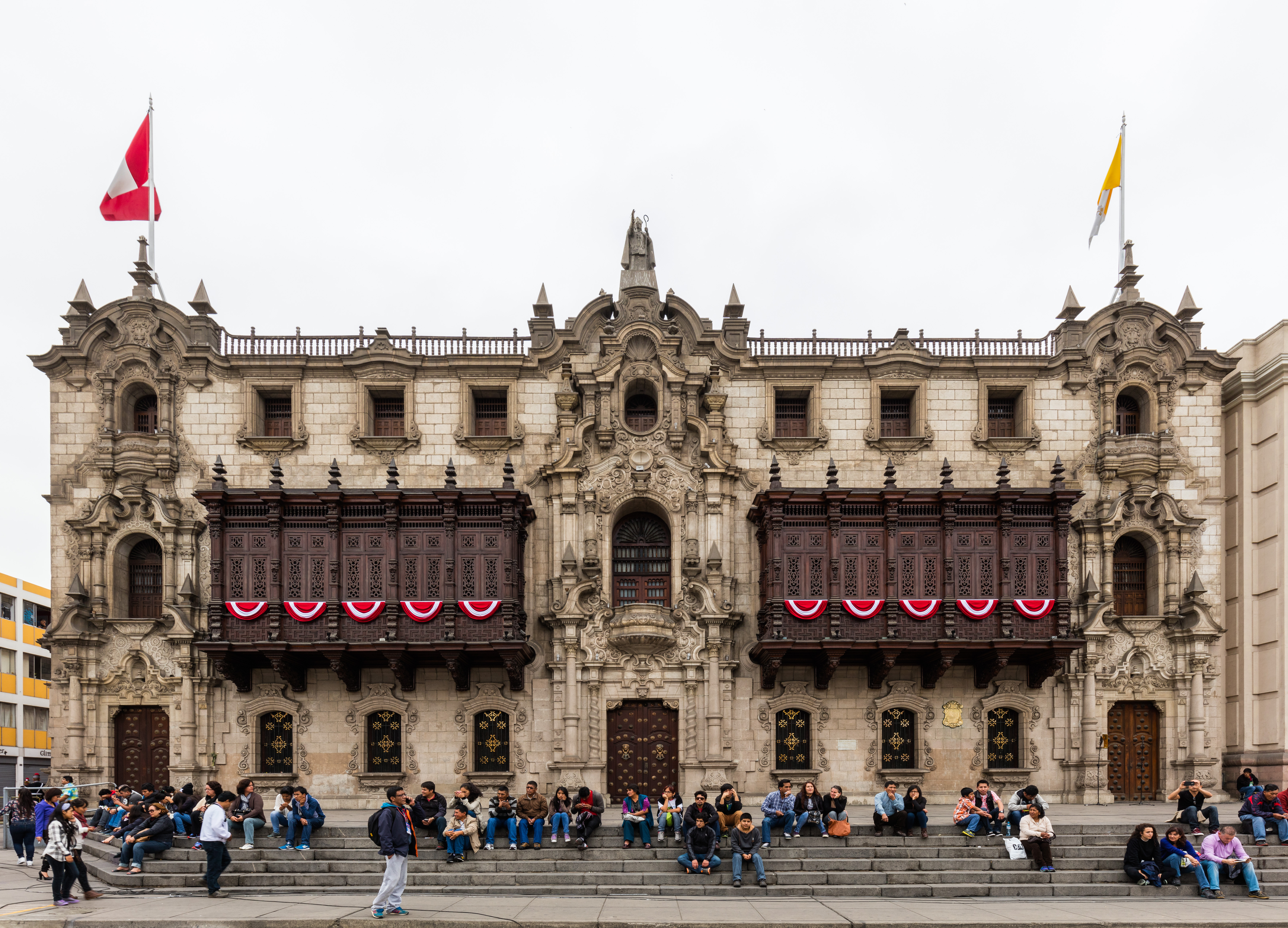
El Palau arquebisbal de Lima

L'arquebisbat de Lima (castellà: Arquidiócesis de Lima; llatí: Archidioecesis Limana) és una jurisdicció eclesiàstica de l'Església catòlica al Perú, seu metropolitana i primada del Perú. És una de les esglésies particulars més antigues d'Amèrica, establerta el 1541 com a diòcesi i el 1547 com a arxidiòcesi. El 2004 tenia 2.852.257 batejats d'un total de 3.169.175 habitants. Actualment està regida per l'arquebisbe Carlos Castillo Mattasoglio,
Els patrons de l'arxidiòcesi són sant Toribio de Mogrovejo i la Mare de Déu de l'Evangelització. La patrona de la seu episcopal és santa Rosa de Lima.

## Territori
L'arxidiòcesi està situada a la costa central del país, davant l'oceà Pacífic, flanquejada pel desert costaner i ocupant les valls dels rius Chillón, Rímac i Lurín. La seva jurisdicció abraça uns 639 km², i comprèn els districtes de la zona central de la província de Lima (Magdalena, San Miguel, Barranco, Chorrillos, Lima, Victoria, El Agustino, Surco, Surquillo, La Molina i Ceneguilla).
Limita al nord amb la diòcesi de Huacho, a nord-est amb les diòcesis de Chosica i Carabaillo, a sud-est amb el bisbat de Lurin, al sud amb la Prelatura de Yauyos-Cañete i a oest amb la diòcesi de Callao.
La seu arxiepiscopal és la ciutat de Lima, on es troba la basílica catedral de Sant Joan Apòstol i Evangelista.
El territori està dividit en 113 parròquies, agrupades en 9 vicariats.

### La província eclesiàstica
La província eclesiàstica de Lima està formada per l'arxidiòcesi metropolitana de Lima i les següents diòcesis sufragànies:
- Callao,
- Carabayllo,
- Chosica,
- Huacho,
- Ica,
- Lurín,
- Yauyos

Anteriorment, també havien format part de la província les diòcesis de:
- Cusco (passà a ser seu metropolitana el 23 de maig de 1943)
- Quito (passà a ser seu metropolitana el 13 de gener de 1848)
- León (passà a ser sufragània de Guatemala)
- Panamá (passà a ser sufragània de Bogotà)
- Asunción (passà a ser sufragània de Charcas)
- Popayán (passà a ser sufragània de Bogotà)
- Santiago de Xile (passà a ser seu metropolitana el 21 de maig de 1840)
- Charcas (passà a ser seu metropolitana el 20 de juliol de 1609)

### Seu Primada
El 1572 va rebre el títol de Seu Primada, sent ratificat pels Papes Gregori XVI el 1834 i per Pius XII el 1943.

## Història
La diòcesi de Lima va ser erigida el 14 de maig de 1541 mitjançant la butlla Illius fulciti praesidio del Papa Pau III, prenent el territori a partir de la diòcesi de Cusco (avui arxidiòcesi). Originàriament era sufragània de l'arquebisbat de Sevilla. El 1535 s'havia iniciat la construcció de la catedral de Lima com a Església Major. Es convertí en catedral el 1541, sent posada sota l'advocació de sant Joan Evangelista.
El 8 de gener de 1546 cedí part del seu territori per tal que s'erigís la diòcesi de Quito (avui arxidiòcesi).
El 12 de febrer de 1546 va ser elevada al rang d'arxidiòcesi metropolitana, conjuntament amb les de Mèxic i de Santo Domingo. El primer arquebisbe va ser el dominic Fra Jerónimo de Loayza.
Originàriament, l'arquebisbe de Lima tenia al seu càrrec les diverses diòcesis del Virregnat del Perú; Cusco, Quito, Popayán, Tierra Firme, Nicaragua, Asunción, La Imperial, Santiago de Xile i Charcas. En algun moment de la seva història va ser la més extensa del món.
El 27 de juny de 1561 cedí una nova porció de territori per tal que s'erigís la diòcesi de Santiago de Xile (avui arxidiòcesi).
El 1572 el Papa Pius V concedí als arquebisbes de Lima el títol de Primat del Perú, títol que seria confirmat pel Papa Gregori XVI el 1834 i per Pius XII el 1943, aquest amb el decret Cum ecclesiastica de la Sacra Congregació Consistorial.
El 15 d'abril de 1577 cedí una nova porció de territori per tal que s'erigissin les diòcesi d'Arequipa i de Trujillo (avui ambdues són arxidiòcesis).
El 7 de desembre de 1590 el bisbe Turibio de Mogrovejo instituí a Lima el primer seminari del continent americà, que avui porta el seu nom.
El 19 d'octubre de 1625 l'arquebisbe Gonzalo del Campo consagrà l'actual catedral. El terratrèmol del 28 d'octubre de 1746 causà greus danys a la catedral, que va ser restaurada i novament inaugurada el 29 de maig de 1755 per l'arquebisbe Pedro Antonio Barroeta y Ángel.
Successivament, cedí noves porcions de territori per tal que s'erigissin les següents circumscripcions eclesiàstiques:
- eil 28 de maig de 1803 per tal que s'erigís la diòcesi de Maynas (avui Bisbat de Chachapoyas);
- el 17 de març de 1865 per tal que s'erigís el bisbat de Huánuco;
- el 15 de maig de 1899 per tal que s'erigís el bisbat de Huaraz;
- el 10 d'agost de 1946 per tal que s'erigís el bisbat d'Ica;
- el 12 d'abril de 1957 per tal que s'erigís la prelatura territorial de Yauyos;
- el 15 de maig de 1958 per tal que s'erigís el bisbat de Huacho.

Finalment, el 14 de desembre de 1996 cedí noves porcions de territori per tal que s'erigissin els bisbats de Carabayllo, de Chosica i de Lurín.

## Cronologia episcopal
- Jerónimo de Loayza, O.P. † (13 de maig de 1541 - 25 d'octubre de 1575 mort)
- Diego Gómez de Lamadrid, O.SS.T. † (27 de març de 1577 - 13 de juny de 1578 nomenat arquebisbe, a títol personal, de Badajoz)
- Sant Toribio de Mogrovejo † (16 de març de 1579 - 23 de maig de 1606 mort)
- Bartolomé Lobo Guerrero † (19 de novembre de 1607 - 12 de gener de 1622 mort)
- Gonzalo López de Ocampo † (2 d'octubre de 1623 - 15 d'octubre de 1627 mort)
- Hernando de Arias y Ugarte † (29 de maig de 1628 - 27 de gener de 1638 mort)
- Pedro de Villagómez Vivanco † (16 de juliol de 1640 - 12 de maig de 1671 mort)
- Juan de Almoguera, O.SS.T. † (27 de novembre de 1673 - 2 de març de 1676 mort)
- Melchor Liñán y Cisneros † (14 de juny de 1677 - 28 de juny de 1708 mort)
- Antonio de Zuloaga † (11 de desembre de 1713 - 21 de gener de 1722 mort)
- Diego Morcillo Rubio de Suñón de Robledo, O.SS.T. † (12 de maig de 1723 - 12 de març de 1730 mort)
- Juan Francisco Antonio de Escandón, C.R. † (18 de juny de 1731 - 28 d'abril de 1739 mort)
- José Antonio Gutiérrez y Ceballos † (11 de novembre de 1740 - 16 de gener de 1745 mort)
- Agustín Rodríguez Delgado † (14 de juny de 1746 - 18 de desembre de 1746 mort)
- Pedro Antonio de Barroeta Ángel † (16 de setembre de 1748 - 19 de desembre de 1757 nomenat arquebisbe de Granada)
- Diego del Corro † (13 de març de 1758 - 28 de gener de 1761 mort)
- Diego Antonio de Parada † (25 de gener de 1762 - 23 d'abril de 1779 mort)
- Juan Domingo González de la Reguera † (18 de setembre de 1780 - 8 de març de 1805 mort)
- Bartolomé María de las Heras Navarro † (31 de març de 1806 - 6 de setembre de 1823 mort)
  - Sede vacante (1823-1834)
- Jorge de Benavente † (23 de juny de 1834 - 10 de març de 1839 mort)
- Francisco de Sales Arrieta † (13 de juliol de 1840 - 4 de maig de 1843 mort)
- Francisco Javier de Luna Pizzarro † (24 d'abril de 1845 - 9 de febrer de 1855 mort)
- José Manuel Pasquel † (28 de setembre de 1855 - 15 d'octubre de 1857 mort)
- José Sebastian Goyeneche Barreda † (26 de setembre de 1859 - 19 de febrer de 1872 mort)
  - Manuel Teodoro del Valle † (4 de juny de 1872 - 15 de novembre de 1872 nomenat arquebisbe titular de Berito) (arquebisbe electe)
- Francisco Orueta y Castrillón, C.O. † (21 de març de 1873 - 25 d'agost de 1886)
  - Sede vacante (1886-1889)
- Manuel Antonio Bandini † (27 de maig de 1889 - 11 d'abril de 1898 mort)
- Manuel Tovar y Chamorro † (22 d'agost de 1898 - 25 de maig de 1907 mort)
- Pietro Emmanuele García Naranjó † (19 de desembre de 1907 - 10 de setembre de 1917 mort)
- Emilio Francisco Lisson Chaves, C.M. † (25 de febrer de 1918 - 3 de març de 1931 renuncià)
- Pedro Pascual Francesco Farfán † (18 de setembre de 1933 - 17 de setembre de 1945 mort)
- Juan Gualberto Guevara † (16 de desembre de 1945 - 27 de novembre de 1954 mort)
- Juan Landázuri Ricketts, O.F.M. † (2 de maig de 1955 - 30 de desembre de 1989 jubilat)
- Augusto Vargas Alzamora, S.J. † (30 de desembre de 1989 - 9 de gener de 1999 jubilat)
- Juan Luis Cipriani Thorne, des del 9 de gener de 1999 - 25 de gener de 2019 jubilat)
- Carlos Castillo Mattasoglio, des del 25 de gener de 2019

## Estadístiques
A finals del 2004, la diòcesi tenia 2.852.257 batejats sobre una població de 3.169.175 persones, equivalent al 90,0% del total.
| any  | població  | població  | població | sacerdots | sacerdots       | sacerdots       | sacerdots             | diàques | religiosos | religiosos | parroquies |
| ---- | --------- | --------- | -------- | --------- | --------------- | --------------- | --------------------- | ------- | ---------- | ---------- | ---------- |
| any  | batejats  | total     | %        | total     | clergat secular | clergat regular | batejats por sacerdot | diàques | homes      | dones      |            |
| 1950 | 842.000   | 1.031.000 | 81,7     | 462       | 131             | 331             | 1.822                 |         | 469        | 1.331      | 94         |
| 1966 | 2.037.120 | 2.122.000 | 96,0     | 731       | 148             | 583             | 2.786                 |         | 922        | 1.920      | 117        |
| 1970 | 2.460.379 | 2.523.466 | 97,5     | 817       | 162             | 655             | 3.011                 |         | 933        | 2.435      | 121        |
| 1976 | 3.459.912 | 3.594.775 | 96,2     | 851       | 200             | 651             | 4.065                 | 7       | 987        | 2.194      | 131        |
| 1980 | 4.306.500 | 4.500.000 | 95,7     | 834       | 189             | 645             | 5.163                 | 23      | 1.023      | 2.215      | 135        |
| 1990 | 5.396.000 | 5.638.000 | 95,7     | 869       | 155             | 714             | 6.209                 | 43      | 1.133      | 2.271      | 148        |
| 1999 | 2.880.720 | 3.200.800 | 90,0     | 731       | 166             | 565             | 3.940                 | 13      | 1.310      | 1.280      | 112        |
| 2000 | 2.260.801 | 2.457.393 | 92,0     | 701       | 136             | 565             | 3.225                 | 13      | 865        | 1.480      | 112        |
| 2001 | 2.260.801 | 2.457.393 | 92,0     | 431       | 146             | 285             | 5.245                 | 5       | 856        | 1.295      | 112        |
| 2002 | 3.164.246 | 3.425.250 | 92,4     | 617       | 139             | 478             | 5.128                 | 4       | 1.073      | 1.388      | 112        |
| 2003 | 2.804.166 | 3.155.740 | 88,9     | 610       | 140             | 470             | 4.596                 | 4       | 1.213      | 1.443      | 113        |
| 2004 | 2.852.257 | 3.169.175 | 90,0     | 613       | 143             | 470             | 4.652                 | 4       | 1.146      | 1.755      | 113        |